# ІСУ-152-1
ІСУ-152-1 (ІСУ-152БМ, Об'єкт 246) – радянська дослідна важка самохідно-артилерійська установка (САУ) періоду Другої світової війни. У назві машини абревіатура ІСУ означає "самохідна установка на базі танка ІС" або "ІС-установка". Індекс 152-1 вказує на калібр основного озброєння машини та першу дослідну модифікацію базового варіанту САУ ІСУ-152; в альтернативній назві літери БМ означають гармату великої потужності порівняно з базовим варіантом

## Історія створення
Ця бойова машина була розроблена в ініціативному порядку конструкторським бюро дослідного заводу № 100 у квітні 1944 року під керівництвом Жозефа Яковича Котіна, головного конструктора вітчизняних важких танків та САУ того часу. Керівництво ОКБ-172 Народного комісаріату озброєнь на чолі з І. І. Івановим запропонувало конструкторам заводу № 100 розмістити в установці ІСУ-152 розроблене у них нову 152-мм гармату БЛ-7 великої потужності. Ця гармата мала балістику 152-мм гармати Бр-2, яке в 1939 вже встановлювалося на дослідній САУ СУ-14Бр2. Однак згодом роботи зі встановлення цієї важкої гармати на самохідне шасі було припинено, в ОКБ-172 до них повернулися лише на початку 1944 року. Для установки в САУ гармата БЛ-7 зазнала деяких змін, після чого її позначили як БЛ-8 або ОБМ-43. ІСУ-152-1 була отримана з САУ ІСУ-152 шляхом заміни 152-мм гаубиці-гармати МЛ-20 на гармату БЛ-8.
У липні 1944 року почалися випробування на Ленінградському артилерійському полігоні. Через низьку живучість ствола, незадовільну дію снарядів, ненадійну працю дульного гальма та погану ергономіку бойового відділення ІСУ-152-1 випробувань не витримала. Довгий виліт ствола САУ (близько 5 м) втикався в ґрунт при пересуванні по пересіченій місцевості та значно погіршував можливості встановлення з подолання перешкод та маневрування у вузьких місцях. Проте експериментальні роботи з оснащення САУ 152-мм гарматою великої потужності були продовжені, досвідчений зразок ІСУ-152-1 був перероблений в ІСУ-152-2 з удосконаленою гарматою БЛ-10 того самого розробника.

## Опис конструкції
ІСУ-152-1 мала ту саму компонування, що й усі інші серійні радянські САУ того часу (за винятком СУ-76). Повністю броньований корпус було поділено на дві частини. Екіпаж, гармата та боєзапас розміщувалися попереду в броньовій рубці, яка поєднувала бойове відділення та відділення управління. Двигун та трансмісія були встановлені в кормі машини.

### Броньовий корпус та рубка
Броньовий корпус самохідної установки зварювався з катаних броньових плит товщиною 90, 75, 60, 30 та 20 мм; його лобова частина корпусу являла собою броньовий виливок. Броньовий захист диференційований , протиснарядний. Броневі плити рубки встановлювалися під раціональними кутами нахилу. Основне озброєння – 152-мм гармата БЛ-8 – монтувалася в установці рамного типу праворуч від осьової лінії машини. Противідкатні пристрої гармати захищалися нерухомим литим броньовим кожухом і рухомою литою бронемаскою.
Три члени екіпажу розташовувалися ліворуч від гармати: попереду механік-водій, потім навідник, і ззаду заряджаючий. Командир машини та замковий знаходилися праворуч від гармати. Посадка та вихід екіпажу проводилися через прямокутний двостулковий люк на стику дахового та заднього листів броньової рубки та через круглий люк праворуч від гармати. Круглий люк ліворуч від гармати не призначався для посадки-виходу екіпажу, він був потрібний для виведення назовні подовжувача панорамного прицілу. Корпус також мав люк для днища для аварійного покидання екіпажем самохідки і ряд дрібних лючків для навантаження боєкомплекту, доступу до горловини паливних баків, інших вузлів і агрегатів машини.

### Озброєння
Основним озброєнням ІСУ-152-1 була гармата БЛ-8 (Більшовик Ленінградський) калібру 152,4 мм з ручним поршневим затвором та дульним гальмом оригінальної конструкції. Зброя монтувалася в рамці на лобовій бронеплиті рубки і мала вертикальні кути наведення від −3°10′ до +17°45′, сектор горизонтального наведення становив 8°30′ (2° вліво та 6°30′ вправо). Врівноваження коливається частини зброї в цапфах здійснювалося шляхом прикріплення вантажів до нерухомої частини огородження гармати. Гармата оснащувалась пристроєм продування каналу ствола стисненим повітрям після пострілу. Висота лінії вогню становила 1655 мм, дальність прямого пострілу - 1000-1200 м за метою висотою 2,5-3 м, дальність пострілу прямим наведенням - 5 км, найбільша дальність стрілянини - 18,5 км. Постріл робився за допомогою електричного або ручного механічного спуску.
Боєкомплект зброї складав 21 постріл окремого заряджання. Снаряди укладалися вздовж обох бортів рубки, заряди - там же, а також на днищі бойового відділення та на задній стінці рубки. Бронебійний снаряд, що вистрілюється з гармати БЛ-8, мав початкову швидкість в 850 м/с, що на 250 м/с перевищувало аналогічний показник гармати МЛ-20С.
Для самооборони екіпаж мав два автомати (пістолет-кулемети) ППШ або ППС з боєкомплектом 497 патронів (7 дисків) та 25 ручних гранат Ф-1.

### Двигун
ІСУ-152-1 оснащувалась чотиритактним V-подібним 12-циліндровим дизельним двигуном В-2-ІС потужністю 520 к.с. (382 кВт ). Пуск двигуна забезпечувався інерційним стартером з ручним та електричним приводами або стисненим повітрям із двох резервуарів у бойовому відділенні машини. Електроприводом інерційного стартера був допоміжний електродвигун потужністю 0,88 квт. Дизель В-2ІС комплектувався паливним насосом високого тиску НК-1 із всережимним регулятором РНК-1 та коректором подачі палива. Для очищення повітря, що надходить у двигун, використовувався фільтр типу «Мультициклон». Також у моторно-трансмісійному відділенні встановлювалися підігрівні пристрої для полегшення пуску двигуна в холодну пору року. Вони також були використані для підігріву бойового відділення машини. ІСУ-152-1 мала три паливні баки, два з яких розташовувалися в бойовому відділенні, і один — у моторно-трансмісійному. Самохідка також оснащувалась трьома зовнішніми додатковими паливними баками, не пов'язаними з паливною системою двигуна.

### Трансмісія
САУ ІСУ-152-1 оснащувалась механічною трансмісією, до складу якої входили:
- багатодисковий головний фрикціон сухого тертя « сталі по фередо »;
- чотириступенева коробка передач з демультиплікатором (8 передач вперед та 2 назад);
- два бортові двоступеневі планетарні механізми повороту з багатодисковим блокувальним фрикціоном сухого тертя «сталь по сталі» і стрічковими гальмами ;
- два дворядні комбіновані бортові редуктори.

### Ходова частина
Підвіска у ІСУ-152-1 індивідуально торсіонна для кожного з 6 двосхилих опорних котків малого діаметра по кожному борту. Навпроти кожної опорної ковзанки до бронекорпусу приварювалися обмежувачі ходу балансування підвіски. Провідні колеса зі знімними зубчастими вінцями цівкового зачеплення розташовувалися ззаду, а лінивці були ідентичні опорним каткам. Верхня гілка гусениці підтримувалась трьома малими суцільнолитими підтримуючими ковзанками по кожному борту. Механізм натягу гусениці - гвинтовий; кожна гусениця складалася з 86 одногребневих траків шириною 650 мм.

### Електрообладнання
Електропроводка в САУ ІСУ-152-1 була однопровідною, другим дротом служив бронекорпус машини. Джерелами електроенергії (робочі напруги 12 і 24) були генератор П-4563А з реле-регулятором РРА-24Ф потужністю 1 кВт і дві послідовно з'єднані акумуляторні батареї марки 6-СТЕ-128 загальною ємністю 128 А·ч. Споживачі електроенергії включали:
- зовнішнє та внутрішнє освітлення машини, прилади підсвічування прицілів та шкал вимірювальних приладів;
- зовнішній звуковий сигнал та ланцюг сигналізації від десанту до екіпажу машини;
- контрольно-вимірювальні прилади ( амперметр та вольтметр );
- електроспуск гармати;
- засоби зв'язку - радіостанція та танковий переговорний пристрій;
- електрика моторної групи - електродвигун інерційного стартера, бобін свічок зимового пуску двигуна і т.д.

### Засоби спостереження та приціли
Всі люки для входу та висадки екіпажу, а також люк артилерійської панорами мали перископічні прилади Mk IV для спостереження за навколишнім оточенням зсередини машини (всього 3 штуки). Механік-водій у бою вів спостереження через оглядовий прилад із триплексом, який захищався броньовою заслінкою. Цей оглядовий прилад встановлювався в броньованому люку-пробці на лобовій бронеплиті рубки ліворуч від зброї. У спокійній обстановці цей люк-пробка міг бути висунутий вперед, забезпечуючи механіку-водієві зручніший безпосередній огляд з його робочого місця.Для ведення вогню самохідка оснащувалась двома гарматними прицілами — телескопічним СТ-10 для стрільби прямим наведенням та панорамою Герца для стрільби із закритих позицій. Телескопічні приціли СТ-10 були градуйовані на прицільну стрілянину на відстані до 900 м. Однак дальність пострілу 152-мм гармати становила до 18,5 км і для стрільби на відстань понад 900 м (як прямим наведенням, так і з закритих позицій) використовувати другий, панорамний приціл. Для забезпечення огляду через лівий верхній круглий люк у даху рубки панорамний приціл комплектувався спеціальним подовжувачем. Для забезпечення можливості вогню у темну пору доби шкали прицілів мали прилади підсвічування.

### Засоби зв'язку
Засоби зв'язку включали радіостанцію 10РК і переговорний пристрій ТПУ-4-БісФ на 4 абоненти.
Радіостанція 10РК являли собою комплект з передавача, приймача та умформерів (одноякірних мотор-генераторів ) для їх живлення, що приєднуються до бортової електромережі напругою 24 В.
10РК з технічної точки зору була симплексною ламповою короткохвильовою радіостанцією, що працює в діапазоні частот від 3,75 до 6 МГц (відповідно до довжини хвиль від 50 до 80 м). На стоянці дальність зв'язку в телефонному (голосовому) режимі сягала 20—25 км, у русі вона дещо зменшувалася. Більшу дальність зв'язку можна було отримати в телеграфному режимі, коли інформація передавалася телеграфним ключем абеткою Морзе чи іншою дискретною системою кодування. Стабілізація частоти здійснювалася знімним кварцовим резонатором, Була також плавна підстроювання частоти. 10РК дозволяла одночасно вести зв'язок на двох фіксованих частотах (із згаданою вище можливістю плавного підстроювання); для їхньої зміни використовувався інший кварцовий резонатор з 8 пар у комплекті радіостанції.
Танковий переговорний пристрій ТПУ-4-БісФ дозволяв вести переговори між членами екіпажу САУ навіть у сильно зашумленій обстановці та підключати шоломофонну гарнітуру (головні телефони та ларингофони ) до радіостанції для зовнішнього зв'язку.